# Selección femenina de sóftbol sub-20 de Checoslovaquia
La selección femenina de sóftbol sub-20 de Checoslovaquia fue el equipo nacional sub-20 femenino de sóftbol de Checoslovaquia. El equipo compitió en el Campeonato Mundial Juvenil Femenino de 1991 en Adelaida, Australia, donde tuvieron 1 victoria y 10 derrotas.